# Blanke Zuid-Afrikanen
Blanke Zuid-Afrikanen (Afrikaans: Blanke Suid-Afrikaners, Engels: White South Africans) zijn Zuid-Afrikanen afkomstig van Nederlandse en Britse kolonisten. Daarnaast zijn er ook nog in de loop der eeuwen immigranten uit verschillende Europese landen naar Zuid-Afrika geëmigreerd. Er wordt in Zuid-Afrika onderscheid gemaakt in Engels- en Afrikaanssprekende blanken. 9,2% van de Zuid-Afrikaanse bevolking is blank, dat is iets meer dan 4,6 miljoen mensen. Hoewel dit aantal waarschijnlijk een stuk hoger ligt, omdat veel blanken niet zijn geteld in de telling van 2001. Er wordt geschat dat er nu ongeveer 5,4 miljoen blanken in Zuid-Afrika wonen. Veel blanke Zuid-Afrikanen zijn geëmigreerd naar onder andere Engeland, Canada, Australië en Argentinië en ook in mindere mate naar België en Nederland, zij zijn bang geworden vanwege de vele moorden op blanken die er plaatsvinden (zie Erfaanvallen in Zuid-Afrika). Ook zijn zij bang om hun eigendommen te verliezen, zoals nu al gebeurt met blanke boeren die verplicht worden hun land te verkopen.

## De blanken in Zuid-Afrika

De taalverdeling onder blanken in per gemeente (census 2001).
87.5–100% Afrikaans
75–87.5% Afrikaans
62.5–75% Afrikaans
50–62.5% Afrikaans
50–62.5% Engels
62.5–75% Engels
75–87.5% Engels
87.5–100% Engels

De blanken zijn in Zuid-Afrika terechtgekomen toen de Kaap een Nederlandse en later Britse kolonie werd. Vanaf de Grote Trek zijn zij zich ook in de koloniën verder in Zuid-Afrika zoals de Transvaal, de Oranje Vrijstaat en de Natal gaan vestigen. Nu wonen zij net zoals zwarte Zuid-Afrikanen en Kleurlingen door heel Zuid-Afrika. Veel blanken wonen echter op het platteland van de Kaapprovincie.

### In de steden
In Pretoria, een van de hoofdsteden van Zuid-Afrika woont het grootste percentage blanken van de grote steden namelijk 52%. In de Oost-Rand, Johannesburg en Kaapstad is 16% blank, in Port Elizabeth 38%, in Vanderbijlpark 54%, en in Durban 15.3%.
Vooral in de zuidelijke gemeentes van de West-Kaap, zoals Mosselbaai, Overstrand, Overberg, is meer dan 18% van de bevolking blank. Ook zijn er veel dorpen en plaatsen, vooral in de West-Kaap, waar meer dan de helft blank is. Een voorbeeld is Orania (Noord-Kaap), een dorp waar iedereen blank en Afrikaner is.

## Afrikaners (nazaten van Nederlanders)
Afrikaners (of Boere(n)) zijn voormalig Nederlandse kolonisten en grotendeels van Nederlandse afkomst. Omdat er bij de VOC ook met name Duitsers en hugenoten (protestantse vluchtelingen uit Frankrijk) in dienst waren, hebben veel Afrikaners ook Franse of Duitsgetinte achternamen.

## Nazaten van Britten
Na de Nederlanders kwamen de Britten naar de Kaapkolonie. Deze worden Anglo-Afrikanen (en door Afrikaners spottend rooinek) genoemd. Zo worden echter ook de Britse nakomelingen in de omgevende Afrikaanse landen genoemd zoals Zimbabwe, Kenia en Tanzania.

## Talen
Van de 5,2 miljoen blanken in Zuid-Afrika spreekt:
- 60% Afrikaans
- 39% Engels
- 1% een andere Europese taal, voornamelijk Nederlands, Duits, Grieks en Portugees.

Tot omstreeks 1920 spraken de meeste Afrikaners officieel Nederlands.